# Frank Burrows
Frank Burrows (Larkhall, 30 gennaio 1944 – 24 novembre 2021) è stato un calciatore e allenatore di calcio scozzese, di ruolo difensore.

## Biografia
Burrows è deceduto il 24 novembre 2021 a 77 anni.

## Caratteristiche tecniche
Giocava come ala sinistra.

## Carriera

### Giocatore
Nella stagione 1962-1963 esordisce nella prima divisione scozzese all'età di 18 anni con i Raith Rovers, con cui rimane poi per ulteriori due stagioni, disputate in seconda divisione, per un totale di 76 presenze ed una rete in partite di campionato. Dal 1965 al 1968 milita invece nello Scunthorpe Utd, club della terza divisione inglese.
Nell'estate del 1968 viene acquistato per 12000 sterline dallo Swindon Town, sempre in terza divisione: nella sua prima stagione è protagonista di una delle migliori stagioni della storia del club, che conquista la promozione in seconda divisione e, soprattutto, vince la Coppa di Lega, competizione in cui Burrows gioca 11 partite, inclusa la finale. Dal 1969 al 1973 Burrows gioca stabilmente da titolare nello Swindon Town, totalizzando 177 presenze e 4 reti nella seconda divisione inglese: nella stagione 1973-1974, dopo un breve periodo in prestito in quarta divisione al Mansfield Town (6 presenze) torna allo Swindon, che chiude il campionato all'ultimo posto in classifica e retrocede in terza divisione, categoria in cui Burrows gioca per le successive 3 stagioni, le prime 2 delle quali stabilmente da titolare; a partire dalla stagione 1975-1976 ricopre inoltre anche il ruolo di vice allenatore del club. Lascia definitivamente lo Swindon (e in generale il calcio giocato) al termine della stagione 1976-1977: in 9 stagioni nel club, totalizza complessivamente 297 presenze e 9 reti in campionato, 23 presenze in FA Cup, 25 presenze in Coppa di Lega e 6 presenze fra Coppa di Lega Italo-Inglese (che vince nel 1969) e Coppa Anglo-Italiana (che vince nel 1970), per un totale di 351 presenze e 9 reti in partite ufficiali fra tutte le competizioni.

### Allenatore
Nel 1977 lascia anche l'incarico di vice dello Swindon Town e va a ricoprire un ruolo analogo al Portsmouth alle dipendenze di Jimmy Dickinson, in terza divisione. A partire dal maggio del 1979, a seguito delle dimissioni di Dickinson, Burrows viene promosso ad allenatore del club, nel frattempo retrocesso in Fourth Division: alla sua prima stagione completa centra la promozione in terza divisione, categoria in cui nella stagione 1980-1981 conquista un sesto posto in campionato, seguito da un dodicesimo posto nel campionato successivo, al termine del quale lascia il club e diventa vice del Sunderland, incarico che ricopre per le successive 4 stagioni (le prime 3 in prima divisione, la quarta in seconda divisione). Il 21 maggio 1986 viene ingaggiato dal Cardiff City, club di terza divisione ma che, al momento di ingaggiare Burrows, era già matematicamente retrocesso in quarta divisione (si trattava peraltro della seconda retrocessione consecutiva del club): nella stagione 1986-1987 ottiene un tredicesimo posto in classifica in Fourth Division, mentre l'anno seguente centra un secondo posto, con conseguente promozione in Third Division, e vince la Coppa del Galles. L'anno seguente raggiunge gli ottavi di finale della Coppa delle Coppe (elimina gli irlandesi del Derry City nei sedicesimi di finale per poi venire eliminato dai danesi dell'Aarhus), mentre in campionato il club si piazza al sedicesimo posto in classifica, evitando la retrocessione. A fine anno si dimette dall'incarico e torna al Portsmouth, come vice di John Gregory; il 23 gennaio 1990, a seguito dell'esonero di quest'ultimo, torna a ricoprire l'incarico di allenatore dei Pompey, in seconda divisione; viene tuttavia esonerato il 13 marzo 1991, ma soli 10 giorni più tardi viene ingaggiato dallo Swansea City, club di terza divisione, dove rimane fino al termine della stagione 1994-1995, vincendo anche una Coppa del Galles nella sua prima stagione alla guida del club e sfiorando la promozione in seconda divisione al termine della stagione 1992-1993, terminata con un quinto posto in classifica in campionato e con la sconfitta nella semifinale play-off contro il West Bromwich. Grazie alla vittoria in Coppa del Galles prende inoltre parte alla Coppa delle Coppe 1991-1992, in cui il suo club viene eliminato nei sedicesimi di finale con un punteggio complessivo 10-1 dai francesi del Monaco.
Dal 1995 al 1998 lavora come vice di Harry Redknapp al West Ham Utd, in prima divisione; il 16 febbraio 1998 fa ritorno al Cardiff City, in quarta divisione, con cui chiude la stagione evitando la retrocessione; l'anno seguente chiude invece il campionato in terza posizione, conquistando la promozione dalla quarta alla terza divisione. Nella stagione 1999-2000 viene invece esonerato a campionato in corso, il 1º febbraio 2000: si tratta della sua ultima vera esperienza da allenatore, dal momento che negli anni seguenti lavora come vice di Gary Megson prima al West Browmich e poi al Leicester City, con 2 brevi parentesi da allenatore ad interim dopo i 2 esoneri di Megson in entrambi i club.

## Palmarès

### Giocatore

#### Competizioni nazionali
- Coppa di Lega inglese: 1

Swindon Town: 1968-1969

#### Competizioni internazionali
- Coppa di Lega Italo-Inglese: 1

Swindon Town: 1969
- Coppa Anglo-Italiana: 1

Swindon Town: 1970

### Allenatore

#### Competizioni nazionali
- Coppa del Galles: 2

Cardiff City: 1987-1988
Swansea City: 1990-1991